# جون أوبراين (ضابط بحري)
جون أوبراين هو ضابط بحري كندي، ولد في 16 ديسمبر 1918 في هوف في المملكة المتحدة، وتوفي في 24 مارس 1996 في أوتاوا في كندا.